# Hülser Sportverein
Der Hülser Sportverein e. V. (kurz Hülser SV) ist ein deutscher Sportverein in der Stadt Krefeld und wurde 1971
gegründet. Er ist im Stadtteil Hüls beheimatet und einer der größten Sportvereine der Stadt. Der Verein bietet ein breites Sportangebot, zurzeit hat er 19 verschiedene Abteilungen: Badminton, Ballett, Basketball, Eishockey, Fußball, Gesundheitssport, Gymnastik, Handball, Judo, Karate, Orientalischer Tanz, Radsport, Rollhockey, Schwimmen, Tanzen, Tennis, Tischtennis, Turnen und Volleyball. Des Weiteren sind zahlreiche Kurse im Angebot.

## Geschichte
Der Hülser Sport-Verein entstand 1971 aus dem Zusammenschluss der Vereine Hülser Turnverein 1860 und DJK Tus 06 Hüls. Das erste Sportangebot umfasste Turnen, Gymnastik, Fußball, Handball, Leichtathletik und Schwimmen. Aber bereits 1972 kamen die Abteilungen Volleyball, Tischtennis und Tennis hinzu. 1980 schloss sich dann der Hülser FC an.
Im Laufe der Jahre kamen dann die weiteren Abteilungen hinzu, z. B.: 1973: Badminton und Ballett, 1976: Turniertanz, 1980: Eishockey, 1981 Rollhockey, 1992: Basketball und Radsport. 2023 wurde, nach Auflösung des Krefelder Turnvereins von 1872, der Hülser SV um die Karateabteilung erweitert.

## Auszeichnungen
- 1987 Verleihung der Sportplakette des Bundespräsidenten.
- 1989 Auszeichnung der Vereinsmitteilungen durch den Landessportbundes.
- 2024  Förderung für „herausragendes Engagement“ in unserer Ferienfreizeit für Kinder und Jugendliche.

## Schwimmen
Mit der Fusion im Jahre 1971 des Hülser Turnverein 1860 e.V. und der DJK TuS 06 Hüls zum Hülser Sportverein e. V. umfasste das Angebot bereits die Schwimmabteilung. Seitdem waren Hülser Schwimmer mehrfach auf Verbands- und Landesmeisterschaften vertreten. So war beispielsweise Hannelore Zacharias im Delphinschwimmen westdeutsche Meisterin, aktuell gilt Lena Küsterameling mit vier Kreismeistertiteln u. a. im Rücken- und Brustschwimmen sowie einer Teilnahme am internationalen Supercup in Berlin im Jahre 2019 als erfolgreichste Hülser Schwimmerin.
Als Vorbild gilt immer noch Martha Genenger, die 1935 und 1936 im Hülser Naturfreibad von ihrem Stiefvater für die Olympischen Spiele trainiert wurde. Derzeit trainiert die Schwimmabteilung hauptsächlich im Bockumer Schwimmbad, weil der Umbau des mittlerweile geschlossenen Naturfreibades zu einem trainings- und wettkampfkonformen Freibad politisch noch nicht beschlossen ist. Angeführt wird die Schwimmabteilung von Martin Ahrens.

## Badminton
Die Badmintonabteilung wurde 1973 gegründet. Mit Juliane Schenk erlernte eine spätere Nationalspielerin hier das Spiel mit dem Federball.

### Erfolge der Badmintonabteilung
| Veranstaltung | Saison                            | Disziplin    | Platz | Name                                                                       |
| ------------- | --------------------------------- | ------------ | ----- | -------------------------------------------------------------------------- |
| 1994/95       | Deutsche Einzelmeisterschaft O40  | Herrendoppel | 2     | Peter Wolters (Hülser SV) / Ulrich Handschumacher (TV Witzhelden)          |
| 1996/97       | Deutsche Einzelmeisterschaft U14  | Mixed        | 2     | Christoph Schnaase (SC Union 08 Lüdinghausen) / Juliane Schenk (Hülser SV) |
| 1997/98       | Deutsche Einzelmeisterschaft O40  | Herrendoppel | 2     | Peter Wolters (Hülser SV) / Ulrich Handschumacher (TV Witzhelden)          |
| 1997/98       | Deutsche Einzelmeisterschaft O40  | Mixed        | 2     | Ulrich Handschuhmacher (TV Witzhelden) / Dorothea Schenk (Hülser SV)       |
| 1997/98       | Deutsche Einzelmeisterschaft O45  | Damendoppel  | 2     | Rotraud Ehm (TV Witzhelden) / Brigitte Wolters (Hülser SV)                 |
| 1998/99       | Deutsche Einzelmeisterschaft U17  | Damendoppel  | 1     | Carina Mette / Juliane Schenk (Bottroper BG / Hülser SV)                   |
| 2000/01       | Deutsche Einzelmeisterschaft O45  | Herrendoppel | 1     | Bernd Wessels / Peter Wolters (STC Blau-Weiß Solingen / Hülser SV)         |
| 2000/01       | Deutsche Einzelmeisterschaft O45  | Dameneinzel  | 3     | Dorothea Schenk (Hülser SV)                                                |
| 2000/01       | Deutsche Einzelmeisterschaft O45  | Damendoppel  | 3     | Böhmer / Dorothea Schenk (NRW / Hülser SV)                                 |
| 2003/04       | Deutsche Einzelmeisterschaft O 50 | Mixed        | 3     | Peter Wolters / Monika Dammann (Hülser SV / Union Lüdinghausen)            |
| 2003/04       | Deutsche Einzelmeisterschaft O 50 | Herrendoppel | 2     | Peter Wolters / Ulrich Handschuhmacher (Hülser SV / TV Witzhelden)         |
| 2004/05       | Deutsche Einzelmeisterschaft O50  | Herrendoppel | 2     | Peter Wolters (Hülser SV) / Ulrich Handschumacher (TV Witzhelden)          |
| 2004/05       | Deutsche Einzelmeisterschaft O50  | Mixed        | 3     | Peter Wolters (Hülser SV) / Monika Dammann (SC Union 08 Lüdinghausen)      |
| 2005/06       | Deutsche Einzelmeisterschaft O50  | Dameneinzel  | 2     | Dorothea Schenk (Hülser SV)                                                |
| 2005/06       | Deutsche Einzelmeisterschaft O50  | Herrendoppel | 1     | Ulrich Handschuhmacher / Peter Wolters (Hülser SV / TV Witzhelden)         |
| 2006/07       | Deutsche Einzelmeisterschaft O50  | Herrendoppel | 3     | Peter Wolters (Hülser SV) / Ulrich Handschumacher (TV Witzhelden)          |

## Handball
Die 1. Mannschaft der Handballabteilung spielt in der Landesliga Gruppe 1 (2018/19). Zu den größten Erfolgen der Handballer des Hülser SV zählt der Aufstieg in die Oberliga im Jahre 2003 und die darauffolgende dreijährige Ligazugehörigkeit. Im Anschluss daran musste der damalige Handball-Obmann Michael Görtz trotz eines sportlichen Nichtabstieges die Mannschaft aus der Oberliga zurückziehen. Grund hierfür war trotz eines gesicherten Etats eine zu dünne Spielerdecke. Der Verein startete danach einen Neuanfang in der Bezirksliga (siebthöchste Spielklasse).
Der Hülser SV fand in Trainer Jürgen Pannenbecker einen erfahrenen ehemaligen Bundesligaspieler, welcher mit einer neu formierten Mannschaft den Wiederaufstieg realisieren sollte. In dieser Zeit konnten die Hülser Handballer unter seiner Leitung zweimal aufsteigen. In der ersten Saison 2006/07 schaffte man den Aufstieg in die Landesliga, weitere zwei Jahre später den Aufstieg in die Verbandsliga. Im Anschluss an Jürgen Pannenbecker übernahm im Jahr 2010 Peter Zander das Traineramt, legte es jedoch zu Beginn des Jahres 2012 nieder, so dass erneut Pannenbecker dem Verein aushalf und interimistisch das Traineramt bis zum Ende der Saison bekleidete.
Für die Spielzeit 2012/13 konnte der damalige Abteilungsleiter Christoph Eickmanns (2009–2014 im Amt) in Manfred Wählen einen neuen Trainer finden, er wurde jedoch Mitte der Saison durch Michael Zwering, dem Spielertrainer der 2. Herrenmannschaft, und Nils Lehmann abgelöst. Nils Lehmann, ehemaliger Nationalspieler, Bundesligatrainer der HSG Düsseldorf und Inhaber der A-Trainer-Lizenz des DHB wurde für den Verein erstmals nach seinem Ausscheiden bei Düsseldorf im Jahre 2007 wieder handballerisch tätig.
Für die Saison 2013/14 blieb Michael Zwering dem Verein als Trainer treu, Lehmann blieb beratend für den Hülser SV tätig.
Neuer Abteilungsleiter der Handballabteilung ist Michael Frenzen.

### Erfolge
- 2009 Aufstieg in die Verbandsliga (fünfthöchste Spielklasse)
- 2007 Aufstieg in die Landesliga (sechsthöchste Spielklasse)
- 2003 Aufstieg in die Oberliga (vierthöchste Spielklasse)

Zudem wurden in Marcel Görden & Luca Witzke spätere Bundesliga- und Juniorennationalspieler beim Hülser SV in der Handballabteilung groß. Im Gesamtverein ist die Handballabteilung die zweitgrößte.

## Rollhockey
- 2000 Aufstieg der 1. Herrenmannschaft der Rollhockeyabteilung in die 1. Bundesliga Herren
- 2005 Aufstieg der Damenmannschaft der Rollhockeyabteilung in die 1. Bundesliga Damen
- 2008 Erster deutscher Meistertitel einer Mannschaft durch die U-17 A-Jugend der Rollhockeyabteilung
- 2014 Direkter Wiederaufstieg der 1. Herrenmannschaft in die 1. Bundesliga Herren
- 2016 Deutscher Meistertitel der U17 in eigener Halle

## Leichtathletik
Anfang der 1980er Jahre bis deren Ende feierte der Hülser SV mit seinen jungen Talenten der Leichtathletikabteilung etliche Erfolge. Kleinere Sportwettkämpfe, zahlreiche Kreismeisterschaften und sogar bei den deutschen Meisterschaften war der damalige Hülser SV mit seiner Leichtathletikabteilung vertreten. Bei den Deutschen Meisterschaften Mitte der 1980er Jahre wurde Jens Ehrich Deutscher Vizemeister im Speerwurf mit einer Weite von 64,63 Metern. Die herausragenden Sportler waren seinerzeit neben Ehrich (Jahrgang 1973), Bastian Dames (Jahrgang 1974) und Udo Jendges (Jahrgang 1970), die vom damaligen Trainer Klaus Dames betreut wurden und zahlreiche Medaillen mit nach Hause bringen konnten. Nach dieser goldenen Ära nahm die Anzahl der Mitglieder als auch die aktive Teilnahme an Wettkämpfen zusehends ab. Heute wird nur noch Kindern die Leichtathletik nahegebracht.